# Caja Vital Kutxa
Caja Vital Kutxa és una caixa d'estalvis basca amb seu a Vitòria.